# Mozjajsk

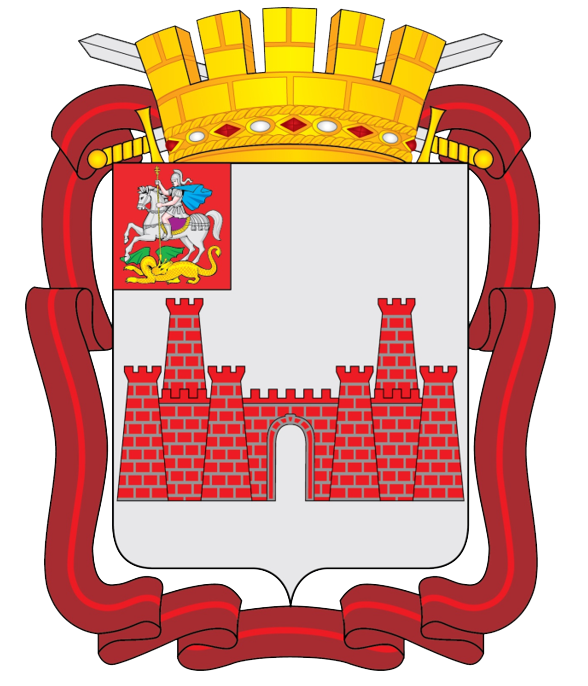
Mozjajsks vapen.

Mozjajsk (ryska Можайск) är en stad i Moskva oblast i västra Ryssland. Mozjajsk, som för första gången nämns i ett dokument från år 1231, hade 30 513 invånare i början av 2015.